# Ed Drake
Edward Joseph Drake detto Ed (Londra, 12 gennaio 1986) è un ex sciatore alpino e sciatore freestyle britannico.

## Biografia

### Stagioni 2002-2012
Drake, originario di Kingston upon Thames, nella prima parte della carriera gareggiò nello sci alpino: disputò la sua prima gara FIS, uno slalom speciale, il 4 gennaio 2002 a Oppdal giungendo 34º. Esordì in Coppa Europa il 10 gennaio 2008 a Hinterstoder in supergigante (51º) e in Coppa del Mondo il 17 gennaio 2009 in discesa libera, sull'impegnativo tracciato Lauberhorn di Wengen, concludendo 55º. Un mese dopo debuttò ai Campionati mondiali e nella rassegna iridata di Val-d'Isère si piazzò 27º nella discesa libera, 29º nel supergigante e non completò la supercombinata.
Conquistò il suo unico podio in Coppa Europa il 9 novembre 2009 a Reiteralm in supergigante (3º) e ai successivi XXI Giochi olimpici invernali di Vancouver 2010, sua unica presenza olimpica, si piazzò 38º nella discesa libera, 32º nel supergigante, 37º nello slalom gigante e 29º nella supercombinata. Ottenne il miglior piazzamento in Coppa del Mondo nell'ultima gara disputata nel circuito, la supercombinata di Chamonix del 30 gennaio 2011 (26º), e ai successivi Mondiali di Garmisch-Partenkirchen 2011 non concluse il supergigante; la sua ultima gara nello sci alpino fu il supergigante di South American Cup disputato a La Parva l'8 settembre dello stesso anno, chiuso da Drake al 21º posto.

### Stagioni 2013-2015
Dalla stagione 2012-2013 si dedicò al freestyle, specialità ski cross: esordì in Coppa del Mondo il 15 gennaio 2013 a Megève, senza completare la gara, in Coppa Europa il 26 gennaio successivo a Lenk (45º) e ai Campionati mondiali a Oslo/Voss 2013 (42º).
Ottenne il miglior piazzamento in Coppa del Mondo il 25 gennaio 2014 a Kreischberg (36º) e l'anno dopo ai Mondiali di Kreischberg 2015 si classificò 45º; si ritirò durante quella stessa stagione 2014-2015 e la sua ultima gara fu la prova di Coppa del Mondo disputata ad Arosa il 7 febbraio, non completata da Drake.

## Palmarès

### Sci alpino

#### Coppa del Mondo
- Miglior piazzamento in classifica generale: 158º nel 2011

#### Coppa Europa
- Miglior piazzamento in classifica generale: 77º nel 2009
- 1 podio:
  - 1 terzo posto

#### Campionati britannici
- 10 medaglie:
  - 6 ori (discesa libera, supergigante, slalom gigante, supercombinata nel 2008; supergigante, slalom gigante nel 2009)
  - 2 argenti (discesa libera nel 2005; supercombinata nel 2009)
  - 2 bronzi (slalom speciale nel 2004; slalom speciale nel 2005)

### Freestyle

#### Coppa Europa
- Miglior piazzamento nella classifica di ski cross: 74º nel 2014

#### Australia New Zealand Cup
- Vincitore della classifica di ski cross nel 2014
- 2 podi:
  - 1 vittoria
  - 1 secondo posto

##### Australia New Zealand Cup - vittorie
| Data           | Località     | Paese     | Specialità |
| -------------- | ------------ | --------- | ---------- |
| 18 agosto 2013 | Mount Hotham | Australia | SX         |

Legenda:

SX = ski cross